# アンドレアス・ブラウ
アンドレアス・ブラウ（Andreas Blau, 1949年2月6日 - ）は、ドイツのフルート奏者。
ベルリン近郊シュマルゲンドルフの生まれ。13歳からゲルトルーデ・ツェラーに師事。1965年にドイツ青少年音楽コンクールで優勝。その後、カールハインツ・ツェラーに師事。1969年から2014年までベルリン・フィルハーモニー管弦楽団で首席フルート奏者を務めた。この間にベルリン・フィルハーモニー木管ゾリスデンや「14人のベルリンのフルート奏者たち」などの室内楽も活発に行った。